# Cip l'arcipoliziotto
Cip l'arcipoliziotto est une série de bande dessinée parodique de l'Italien Benito Jacovitti, créée en 1945 dans Il Vittorioso.
Cette parodie de Sherlock Holmes accumule les gags narratifs et visuels les plus débridés.